# Titanoptilus melanodonta
Titanoptilus melanodonta là một loài bướm đêm thuộc họ Pterophoridae. Nó được tìm thấy ở Kenya.